# Mylabris uhagoni
Mylabris uhagoni là một loài bọ cánh cứng trong họ Meloidae. Loài này được Martinez y Sáez miêu tả khoa học năm 1873.